# Alonso Aceves
Daniel Alonso Aceves Patiño (ur. 28 marca 2001 w Huixquilucan) – meksykański piłkarz występujący na pozycji lewego obrońcy, od 2024 roku zawodnik Pachuki.